# Pankaj Mishra

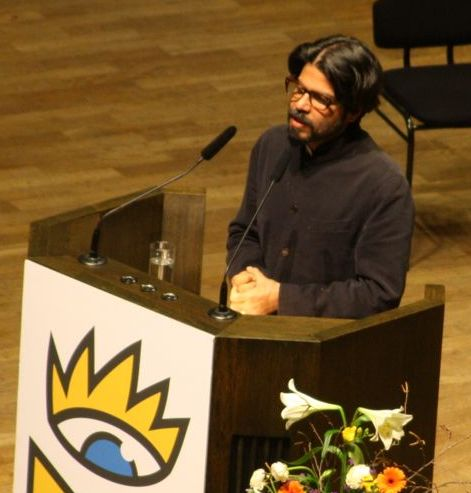
Pankaj Mishra – Dankesrede anlässlich der Verleihung des Leipziger Buchpreises zur Europäischen Verständigung 2014

Pankaj Mishra (* 1969 in Jhansi) ist ein indischer Essayist, Literaturkritiker und Schriftsteller. International bekannt wurde er mit seinem Sachbuch Butter Chicken in Ludhiana, einer soziologischen Studie des kleinstädtischen Indiens, und als Essayist für The New York Review of Books. Mishra veröffentlicht vorwiegend in englischer Sprache.

## Biografie

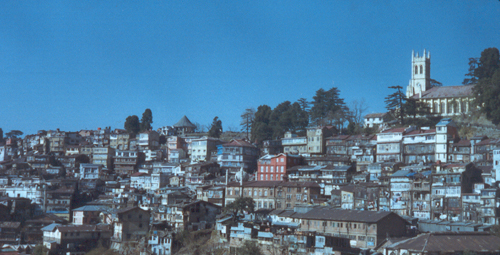
Shimla, rechts im Bild die Christ Church

Pankaj Mishra wurde 1969 in Jhansi geboren, einer Stadt im nordindischen Bundesstaat Uttar Pradesh. Seine Liebe fürs Schreiben entdeckte er als siebzehnjähriger Student, drei Romane aus jener Zeit bleiben unveröffentlicht. Sein Ökonomiestudium an der University of Allahabad (Bundesstaat Uttar Pradesh) hat er mit dem Bachelor-Grad abgeschlossen, bevor er den Master of Arts in Englischer Literatur an der Jawarharlal-Nehru-Universität in Neu-Delhi erwarb.
Nach Abschluss seines Studiums zog Pankaj Mishra 1992 nach Mashobra, einer Kleinstadt im Distrikt Shimla im nordindischen Bundesstaat Himachal Pradesh, auf 2500 m ü. M. an den südlichen Ausläufern des Himalaya und an der Grenze zu Tibet gelegen.
Am Wellesley College hatte Mishra 2001, 2004 und 2006 eine Gastprofessur inne, und 2004/5 erhielt er ein Stipendium von der New York Public Library für seine Tätigkeit beim Cullmen Center for Writers and Scholars. Mishra war 2007/8 als Gastdozent an der Fakultät für Englische Literatur am University College London tätig. 2018 war er Inhaber der Dr. Jörg Mittelsten Scheid-Gastprofessur an der Bergischen Universität Wuppertal. Er lebt in London und Indien.

## Wirken als Schriftsteller und Essayist

### Erzählungen und Sachbücher
In Mashobra begann er mit dem Schreiben von Essays und Rezensionen für The Indian Review of Books, The India Magazine und für die Zeitung the pioneer.
1995 wurde sein Sachbuch Butter Chicken in Ludhiana: Travels in Small Town India veröffentlicht, ein Reisebericht, der die sozialen und kulturellen Veränderungen in Indien im Kontext der fortschreitenden Globalisierung beschreibt. Eine überarbeitete Ausgabe wurde vom Picador Verlag im Vereinigten Königreich und in Indien im Spätsommer 2006 veröffentlicht.
Auf der Suche nach einem Agenten traf Arundhati Roy auf Pankaj Mishra, der als Redakteur für HarperCollins tätig war. Begeistert von ihrem Roman Der Gott der kleinen Dinge, verschickte er im Juni 1996 das Manuskript an drei britische Verleger, mit dem Kommentar «This is the biggest book since Midnight's Children».
The Romantics (Die Romantischen, 2000), ist ein Roman und eine ironische Beschreibung aus Sicht des Protagonisten, die Erfüllung persönlicher Sehnsüchte in anderen Kulturen als der eigenen zu suchen. Mishras Bewunderung für Edward Morgan Forsters Eine Reise nach Indien ist nicht zu übersehen. Autobiografische Bezüge auf seine eigenen frühen Jahre sind wahrscheinlich nicht zufällig; der Protagonist stammt aus Nordindien, ist Brahmane und studierte in Allahabad. Die Romantischen wurde bislang in elf europäischen Sprachen veröffentlicht und gewann den Art Seidenbaum Award der Los Angeles Times für ein Erstlingswerk.
Sein 2004 erschienenes Buch An End to Suffering: The Buddha in the World vermischt Erinnerungen, Geschichte, Philosophie und versucht Buddhas Relevanz für das Leben in der modernen Welt zu ergründen. Wie bereits frühere Werke gelangte es in die 100 Best Books of the Year der New York Times. Im folgenden Jahr veröffentlichte Mishra eine Anthologie über das Schreiben in Indien unter dem Titel India in Mind.
In Temptations of the West: How to be Modern in India, Pakistan and Beyond (2006) beschreibt Mishra Reisen durch Kaschmir, Afghanistan, Tibet, Nepal und andere Teile Süd- und Zentralasiens.
Erzählungen des indischen Autors wurden in verschiedenen Sammelbänden veröffentlicht, darunter The Picador Book of Journeys (2000), Away: The Indian Writer as Expatriate (2003) und The Vintage Book of Modern Indian Literature (2004).
Daneben hat Pankaj Mishra Werke namhafter Autoren neu herausgegeben: Mahatma Gandhis The Story of My Experiments with Truth, Rudyard Kiplings Roman Kim (2004), James Gordon Farrells Empire-Trilogie The Siege of Krishnapur (2004) und E. M. Forsters Reise nach Indien (2005). Zu den zwei Bänden von Sir Vidiadhar Surajprasad Naipauls Essays The Writer and the World und Literary Occasions hat er 2002/3 das Vorwort verfasst.

### Essays und Kolumnen
Mishra schreibt literarische und politische Essays und Kolumnen u. a. für The New York Times, The New York Review of Books, The Guardian, New Statesman sowie englischsprachige indische Periodika.
2017 veröffentlichte er den Groß-Essay Das Zeitalter des Zorns, das die Zeit der europäischen Aufklärung als verhängnisvolle Zäsur beschreibt, die dem westlichen Überlegenheitsanspruch den Weg geebnet habe. Aufsehen erregte eine Abrechnung mit dem kanadischen Psychiater Jordan Peterson, den Mishra im New York Review of Books des „faschistischen Mystizismus“ bezichtigte. In einem im Juli 2020 veröffentlichten Aufsatz im London Review of Books bot Mishra eine weit ausholende gesellschaftspolitische Analyse der Frage, warum die Regierungen der USA und des UK versagt hätten, die COVID-19-Pandemie in den Griff zu bekommen, und zeigt auf, welche Erkenntnisse aus seiner Sicht daraus folgen.
2021 erschien die deutsche Übersetzung von Mishras Essayband Bland Fanatics: Liberals, the West and the Afterlives of Empire unter dem deutschen Titel Freundliche Fanatiker. Über das ideologische Nachleben des Imperialismus im S. Fischer Verlag. Das Werk wurde vom deutschsprachigen Feuilleton gemischt rezensiert. Während René Scheu in der NZZ Mishra ein Verschwörungsnarrativ attestierte, wurde Mishra im Deutschlandfunk für seine Entzauberung des „Mythos vom freiheitlichen und überlegenen Westen“ gelobt. Ebenfalls in Deutschland wahrgenommen wurde sein Beitrag im London Review of Books über die deutsche Gedenkkultur im Kontext der Unterstützung von Israels Krieg in Gaza 2023. Darin konstatiert er, in Westdeutschland habe man seit der Adenauerzeit im Sinne eines „strategischen Philosemitismus“ die moralische Rehabilitierung des Landes über den ostentativen Schulterschluss mit Israel betrieben, was dazu geführt habe, dass Deutschland seinen Nationalismus im Wege der Überidentifikation auf den israelischen Nationalismus übertrage. Der Feuilleton-Redakteur Thomas Thiel bewertete Mishras Schlussfolgerungen in der FAZ als „küchenpsychologisch“ und bescheinigte ihm, sich für den realen Antisemitismus nur wenig zu interessieren.

### Politische Aktivität
Mishras Schriften in Bezug auf den Hinduismus als Religion und seiner Bedeutung für die moderne Geschichte der indischen Unabhängigkeitsbewegung (er selbst ist Hindu und indischer Staatsbürger), wie der rechtskonservativen, Hindu-nationalistischen Bharatiya Janata Party (BJP), haben viel Beachtung in der indischen Öffentlichkeit gefunden und zu einigen Unruhen (Februar 2008) geführt. Aus diesen Kreisen stammende Kritiker werfen ihm vor, dass er für «white pro-Muslim audiences in the West» schreibe, worauf Mishra mit «this notion is „optimistic“, even before the September 11 attacks» antwortete.
Im Oktober 2024 gehörte Mishra zu den Unterzeichnern eines Aufrufs zum Boykott israelischer Kulturinstitutionen, „die an der überwältigenden Unterdrückung der Palästinenser mitschuldig sind oder diese stillschweigend beobachtet haben“.

### Auszeichnungen

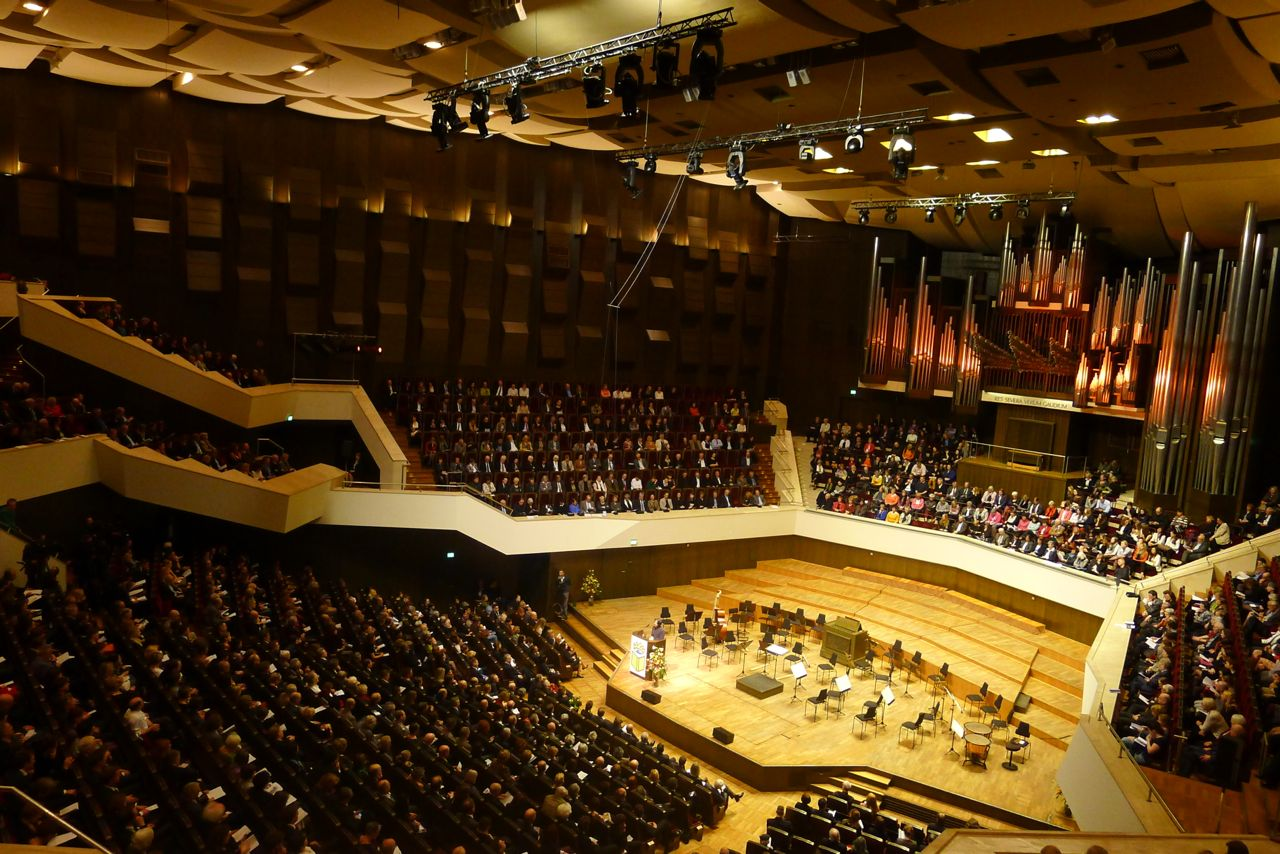
Pankaj Mishra hält am 12. März 2014 die Dankesrede im Gewandhaus Leipzig, nachdem ihm der Leipziger Buchpreis zur Europäischen Verständigung verliehen worden ist.

- 2000: Los Angeles Times The Art Seidenbaum award for first fiction für The Romantics[19]
- 2013: Crossword Book Award (nonfiction) für From the Ruins of Empire[20]
- 2014: Leipziger Buchpreis zur Europäischen Verständigung für Aus den Ruinen des Empires. Die Revolte gegen den Westen und der Wiederaufstieg Asiens
- 2014: Windham–Campbell Literature Prize in der Kategorie Non-Fiction.

## Werke

### Monografien
- Butter Chicken in Ludhiana: Travels in Small Town India. Penguin Books, 1995, ISBN 0-14-025067-0.
- The Romantics. Random House, New York 2000, ISBN 0-375-50274-2.
  - Benares oder eine Erziehung des Herzens. Blessing, 2001, ISBN 3-89667-133-2 (Originaltitel: The Romantics).
  - Die Romantischen. Roman. Aus dem Englischen von Barbara Schaden. Suhrkamp, Frankfurt am Main 2008, ISBN 978-3-518-45934-8.
- An End to Suffering. The Buddha in the World. Farrar, Straus & Giroux, New York 2005, ISBN 978-0-312-42509-8.
  - Unterwegs zum Buddha: Sein Leben, seine Lehre, seine Wirkung. Aus dem Englischen von Giovanni und Ditte Bandini. Blessing, München 2005, ISBN 3-89667-134-0.
- Temptations of the West: How to Be Modern in India, Pakistan, Tibet, and Beyond. Farrar, Straus and Giroux, New York 2006, ISBN 0-374-17321-4.
  - Lockruf des Westens. Modernes Indien. Aus dem Englischen von Matthias Wolf. Berenberg, Berlin 2011, ISBN 978-3-937834-49-8 (Enthält eine Auswahl von Essays aus: Temptations of the West: How to be Modern in India, Pakistan and Beyond)
- From the Ruins of Empire. The Intellectuals who Remade Asia. Farrar, Straus and Giroux, New York City 2012, ISBN 978-0-374-24959-5.
  - Aus den Ruinen des Empires. Die Revolte gegen den Westen und der Wiederaufstieg Asiens. Aus dem Englischen von Michael Bischoff. S. Fischer, Frankfurt am Main 2013, ISBN 978-3-10-048838-1.
- A Great Clamour. Encounters with China and Its Neighbours. Hamish Hamilton, New Delhi 2013, ISBN 978-0-14-342350-8.
  - Begegnungen mit China und seinen Nachbarn: Malaysia – Hongkong – Indonesien – Taiwan – Mongolei – Tibet – Japan – Indien. Aus dem Englischen von Michael Bischoff. S. Fischer, Frankfurt a. M. 2015. ISBN 978-3-10-002273-8.
- Age of Anger. A History of the Present. Allen Lane / Penguin Random House, London 2017, ISBN 978-0-241-27813-0.
  - Das Zeitalter des Zorns. Eine Geschichte der Gegenwart. Aus dem Englischen von Laura Su Bischoff und Michael Bischoff. S. Fischer, Frankfurt a. M. 2017. ISBN 978-3-10-397265-8.
- Bland Fanatics: Liberals, the West and the Afterlives of Empire. Verso Books, London, New York 2020, ISBN 978-1-78873-733-3.
  - Freundliche Fanatiker. Über das ideologische Nachleben des Imperialismus. Aus dem Englischen von Michael Bischoff und Laura Su Bischoff. S. Fischer, Frankfurt am Main 2021, ISBN 978-3-10-397077-7.
- Run And Hide. Hutchinson Heinemann, London 2022, ISBN 978-1-5291-5188-6.
  - Goldschakal. Roman. Aus dem Englischen von Jan Wilm. S. Fischer, Frankfurt am Main 2023, ISBN 978-3-10-397156-9.
- The World After Gaza. A Short History. Penguin Publishing Group: 11. Februar 2025, ISBN 979-8-21705889-1

### Sammelbände mit Beiträgen von Mishra
- The Picador Book of Journeys. Picador, London 2000, ISBN 0-330-44412-3 (Sammelband von Erzählungen, hrsg. von Robyn Davidson).
- The Vintage Book of Modern Indian Literature. Vintage, New York 2002, ISBN 0-375-71300-X (Sammelband von Erzählungen, hrsg. von Amit Chaudhuri).
- Away. The Indian Writer as Expatriate. Routledge, New York 2003, ISBN 0-415-96896-8 (Sammelband von Erzählungen, hrsg. von Amitava Kumar).

### Herausgeberschaft
- Die Geschichte meiner Experimente mit der Wahrheit von Mahatma Gandhi. Beacon Press, Boston, Mass. 1993, ISBN 0-8070-5909-9 (Originaltitel: Gandhi An Autobiography: The Story of My Experiments with Truth, neu bearbeitet von Pankaj Mishra).
- The Writer and the World und Literary Occasions von V.S. Naipaul. A.A. Knopf, New York 2002, ISBN 0-375-40739-1 (Vorwort von Pankaj Mishra).
- Kim, von Rudyard Kipling. Random House Modern Library, 2004 (Neu bearbeitet und mit Vorwort von Pankaj Mishra).
- The Siege of Krishnapur, von J. G. Farrell. NYRB Books, New York 2004 (Vorwort von Pankaj Mishra).
- Eine Reise nach Indien von E. M. Forster. Penguin Classics, 2005 (Originaltitel: A Passage to India, neu bearbeitet von Pankaj Mishra).
- India in Mind. Random House, Vintage Departures Original, New York 2005, ISBN 0-375-72745-0 (Originaltitel: India in mind : an anthology / edited with an introduction by Pankaj Mishra).

### Aufsätze
- Europa muss wieder strahlen! Frankfurter Allgemeine Sonntagszeitung vom 14. September 2014, S. 40[21]

### Interviews
- Pankaj Mishra: «Die Welt sitzt in der Falle», Neue Zürcher Zeitung, 3. April 2018
- Der Wunsch nach Zerstörung ist Teil moderner Gesellschaften, Die Zeit, 1. Juli 2017
- Pankaj Mishra über Kolonialismus und den Westen, SRF Kultur Sternstunden, 31. Oktober 2016

- Deutschlands neue Rolle unabhängig vom Westen – Terra X – die Wissens-Kolumne, 23. April 2023